# کاربردهای تقویت‌کننده عملیاتی
این مقاله برخی از کاربردهای تقویت‌کننده عملیاتی نمونه را نشان می‌دهد. مدار معادل تقویت‌کننده عملیاتی غیرایدئال دارای یک امپدانس ورودی متناهی، یک امپدانس خروجی ناصفر و یک بهره متناهی است. یک آپ‌امپ واقعی دارای تعدادی ویژگی غیر ایدئال است که در نمودار نشان داده شده‌است، اما در اینجا از یک نماد طرح‌واره ساده استفاده شده‌است، بسیاری از جزئیات مانند انتخاب افزاره و اتصالات منبع تغذیه نشان داده نمی‌شوند. تقویت‌کننده‌های عملیاتی برای استفاده با بازخورد منفی بهینه شده‌اند و این مقاله فقط کاربردهای بازخورد منفی را مورد بحث قرار می‌دهد. هنگامی که بازخورد مثبت مورد نیاز است، معمولاً یک مقایسه‌کننده مناسب‌تر است. برای اطلاعات بیشتر به کاربردهای مقایسه‌کننده مراجعه کنید.

## ملاحظات عملی

### الزامات پارامتر تقویت‌کننده عملیاتی
برای اینکه یک افزاره خاص در یک کاربردی استفاده شود، باید الزامات خاصی را برآورده کند. تقویت‌کننده عملیاتی باید
- دارای بهره سیگنال حلقه‌باز بزرگ (در نمونه‌های مدار مجتمع اولیه بهره ولتاژ ۲۰۰۰۰۰ است) و
- دارای امپدانس ورودی بزرگ با توجه به مقادیر موجود در شبکه بازخورد.

با برآورده شدن این الزامات، آپ‌امپ ایده‌آل در نظر گرفته می‌شود و می‌توان از روش زمین مجازی برای درک سریع و شهودی «رفتار» هر یک از مدارهای آپ‌امپ زیر استفاده کرد.

### مشخصات قطعه
مقاومت‌های مورد استفاده در مدارهای آپ‌امپ حالت‌جامد معمولاً در محدوده کیلواُهم هستند. مقاومت‌های بسیار بیشتر از ۱ مگااُهم باعث ایجاد نویز گرمایی بیش از حد می‌شوند و عملکرد مدار را مستعد خطاهای قابل‌توجهی به‌دلیل بایاس یا جریان‌های نشتی می‌کنند.

### جریان‌های بایاس ورودی و آفست ورودی
تقویت‌کننده‌های عملیاتی کاربردی به‌دلیل نیازهای بایاس (در مورد ورودی‌های مبتنی‌بر ترانزیستور پیوندی دوقطبی) یا نشتی (در مورد ورودی‌های مبتنی‌بر ماسفت) جریان کمی را از هر یک از ورودی‌های خود می‌گیرند.
تقویت‌کننده‌های عملیاتی با استفاده از طبقه‌های ورودی مبتنی‌بر ماسفت، جریان‌های نشتی ورودی دارند که در بسیاری از طرح‌ها ناچیز است.

### اثرات منبع تغذیه
اگرچه منابع تغذیه در طرح‌های تقویت‌کننده عملیاتی (ساده‌شده) در زیر نشان داده نشده‌اند، با این‌همه وجود دارند و می‌توانند در طراحی مدار تقویت‌کننده عملیاتی حیاتی باشند.

#### نویز تغذیه
نقص منبع تغذیه (به عنوان مثال، تموج سیگنال قدرت، امپدانس منبع ناصفر) ممکن است منجر به انحرافات قابل‌توجه از رفتار تقویت‌کننده عملیاتی ایدئال شود. به عنوان مثال، تقویت‌کننده‌های عملیاتی دارای نسبت حذف منبع تغذیه مشخصی هستند که نشان می‌دهد خروجی چقدر می‌تواند سیگنال‌هایی را که در ورودی‌های منبع تغذیه ظاهر می‌شوند را حذف کند. ورودی‌های منبع تغذیه اغلب در طرح‌های بزرگ پُرنویز هستند، زیرا منبع تغذیه تقریباً توسط تمام اجزای طراحی استفاده می‌شود، و اثرات القایی مانع از انتقال آنی جریان به هر جزء می‌شود. در نتیجه، هنگامی که یک قطعه به تزریق‌های زیاد جریان نیاز دارد (به عنوان مثال، یک قطعه دیجیتال که مرتباً از حالتی به حالت دیگر تغییر می‌کند)، اجزای نزدیک می‌توانند در اتصال خود به منبع تغذیه شکمنده (به انگلیسی: sagging) شوند. این مشکل را می‌توان با استفاده مناسب از خازن‌های کنارگذر متصل به هر پایه منبع تغذیه و زمین کاهش داد. هنگامی که یک قطعه نیاز به پُکیدن‌های (به انگلیسی: bursts) جریان دارد، قطعه می‌تواند با دریافت جریان مستقیم از خازن مجاور (که سپس به آرامی توسط منبع تغذیه شارژ می‌شود) منبع تغذیه را کنارگذر کند.

#### استفاده از جریان‌های منبع تغذیه در مسیر سیگنال
علاوه بر این، جریانی که از منبع تغذیه به تقویت‌کننده عملیاتی کشیده می‌شود، می‌تواند به عنوان ورودی مدارات خارجی استفاده شود که قابلیت‌های تقویت‌کننده عملیاتی را افزایش می‌دهد. به عنوان مثال، یک تقویت کننده عملیاتی ممکن است برای یک کاربرد خاص با بهره-بالا مناسب نباشد زیرا خروجی آن برای تولید سیگنال‌های خارج از محدوده ایمن تولیدشده توسط تقویت‌کننده مورد نیاز است. در این حالت، یک تقویت‌کننده پوش‌پول خارجی را می‌توان با جریان ورودی و خروجی تقویت‌کننده عملیاتی کنترل کرد؛ بنابراین، تقویت‌کننده عملیاتی ممکن است خود در محدوده‌های تعیین‌شده کارخانه‌اش کارکند، درحالی که همچنان به مسیر بازخورد منفی اجازه می‌دهد تا سیگنال خروجی بزرگی را خارج از این محدوده‌ها شامل شود.

## تقویت‌کننده‌ها
اولین مثال تقویت‌کننده تفاضلی است که بسیاری از کاربردهای دیگر از جمله تقویت‌کننده وارون‌گر، ناوارون‌گر و جمع‌کننده، ولتاژ پیرو، انتگرال‌گیر، مشتق‌گیر و ژیراتور را می‌توان از آن استخراج کرد.

### تقویت‌کننده تفاضلی (تقویت‌کننده دیفرانسیلی)
اختلاف ولتاژ بین ورودی‌های خود را تقویت می‌کند.
مدار نشان داده شده تفاضل دو ولتاژ را در مقداری ضریب بهره ضرب می‌کند. ولتاژ خروجی
{\displaystyle V_{\text{out}}={\frac {\left(R_{\text{f}}+R_{1}\right)R_{\text{g}}}{\left(R_{\text{g}}+R_{2}\right)R_{1}}}V_{2}-{\frac {R_{\text{f}}}{R_{1}}}V_{1}=\left({\frac {R_{1}+R_{\text{f}}}{R_{1}}}\right)\cdot \left({\frac {R_{\text{g}}}{R_{\text{g}}+R_{2}}}\right)V_{2}-{\frac {R_{\text{f}}}{R_{1}}}V_{1}.}
یا به عنوان تابعی از ورودی حالت-مشترک Vcom و ورودی تفاضلی Vdif بیان می‌شود:
{\displaystyle V_{\text{com}}=(V_{1}+V_{2})/2;V_{\text{dif}}=V_{2}-V_{1},}
ولتاژ خروجی است
{\displaystyle V_{\text{out}}{\frac {R_{1}}{R_{\text{f}}}}=V_{\text{com}}{\frac {R_{1}/R_{\text{f}}-R_{2}/R_{\text{g}}}{1+R_{2}/R_{\text{g}}}}+V_{\text{dif}}{\frac {1+(R_{2}/R_{\text{g}}+R_{1}/R_{\text{f}})/2}{1+R_{2}/R_{\text{g}}}}.}
برای اینکه این مدار سیگنالی متناسب با اختلاف ولتاژ پایانه‌های ورودی تولید کند، ضریب جمله V‌com (بهره حالت-مشترک) باید صفر باشد یا
{\displaystyle R_{1}/R_{\text{f}}=R_{2}/R_{\text{g}}.}
با وجود این قید، نرخ حذف حالت-مشترک این مدار بی‌نهایت زیاد است و خروجی
{\displaystyle V_{\text{out}}={\frac {R_{\text{f}}}{R_{1}}}V_{\text{dif}}={\frac {R_{\text{f}}}{R_{1}}}\left(V_{2}-V_{1}\right),}
که در آن عبارت ساده Rf /R1 نشان دهنده بهره حلقه‌بسته تقویت‌کننده تفاضلی است.
مورد خاصی که بهرهٔ حلقه‌بسته واحد است یک پیرو تفاضلی با
{\displaystyle V_{\text{out}}=V_{2}-V_{1}.}

### تقویت‌کننده وارون
تقویت‌کننده وارون یک مورد خاص از تقویت‌کننده تفاضلی است که در آن ورودی ناوارون مدار V2 به زمین متصل می‌شود و ورودی وارون V1 با Vin در بالا مشخص می‌شود. بهره حلقه‌بستهRf /Rin است، بنابراین
{\displaystyle V_{\text{out}}=-{\frac {R_{\text{f}}}{R_{\text{in}}}}V_{\text{in}}\!\,} .
که در آن Zdif امپدانس ورودی آپ‌امپ به سیگنال‌های تفاضلی است و AOL بهره ولتاژ حلقه‌باز آپ‌امپ (که با فرکانس تغییر می‌کند) و B ضریب بازخورد (کسری از سیگنال خروجی است که به ورودی برمی‌گردد).
برای مشاهده مستقیم معادله بهره دربالا، جریان را در R محاسبه می‌کنیم:
{\displaystyle i_{\text{in}}={\frac {V_{\text{in}}}{R_{\text{in}}}}}
سپس به یاد بیاورید که همین جریان باید از R2 عبور کند، بنابراین:
{\displaystyle V_{\text{out}}=-i_{\text{in}}R_{\text{f}}=-V_{\text{in}}{\frac {R_{\text{f}}}{R_{\text{in}}}}}

### تقویت‌کننده ناوارون
تقویت‌کننده ناوارون حالت خاصی از تقویت‌کننده تفاضلی است که در آن ورودی وارون مدار V1 به زمین متصل می‌شود و ورودی ناوارون V2 با Vin در بالا با R 1 ≫ R 2 مشخص می‌شود. با اشاره به مدار به‌طور سرراست بالا،
{\displaystyle V_{\text{out}}=\left(1+{\frac {R_{\text{2}}}{R_{\text{1}}}}\right)V_{\text{in}}\!\,}.
{\displaystyle i_{1}={\frac {V_{\text{in}}}{R_{1}}}\,,}
سپس به یاد بیاورید که همین جریان باید از R2 عبور کند، بنابراین:
{\displaystyle V_{\text{out}}=V_{\text{in}}+i_{1}R_{2}=V_{\text{in}}\left(1+{\frac {R_{2}}{R_{1}}}\right)}
امپدانس ورودی تقویت‌کننده ناوارون ساده‌شده زیاد است:
{\displaystyle Z_{\text{in}}=(1+A_{\text{OL}}B)Z_{\text{dif}}}
حلقه بازخورد به‌طور مشابه امپدانس خروجی را کاهش می‌دهد:
{\displaystyle Z_{\text{out}}={\frac {Z_{\text{OL}}}{1+A_{\text{OL}}B}}}

که در آن Z‌out امپدانس خروجی با بازخورد است و Z‌OL امپدانس خروجی حلقه-باز است.

### ولتاژ پیرو (تقویت‌کننده بافر واحد)
به عنوان یک تقویت‌کننده بافر برای حذف اثرات بارگذاری استفاده می‌شود (به عنوان مثال، اتصال افزاره‌ای با امپدانس منبع بالا به افزاره‌ای با امپدانس ورودی کم).
{\displaystyle V_{\text{out}}=V_{\text{in}}\!}
{\displaystyle Z_{\text{in}}=\infty } (در واقع، امپدانس ورودی تفاضلی خود آپ‌امپ (۱ مگا اهم تا ۱ ترا اُهم)، ضرب در بهره حلقه-باز آپ‌امپ)

امپدانس ورودی و خروجی مانند تقویت‌کننده ناوارون تحت تأثیر حلقه بازخورد قرار می‌گیرد، با B = 1.

### تقویت‌کننده جمع‌کننده
یک تقویت‌کننده جمع‌کننده چندین ولتاژ (وزن‌دار) را جمع می‌کند:
{\displaystyle V_{\text{out}}=-R_{\text{f}}\left({\frac {V_{1}}{R_{1}}}+{\frac {V_{2}}{R_{2}}}+\cdots +{\frac {V_{n}}{R_{n}}}\right)}
- وقتی {\displaystyle R_{1}=R_{2}=\cdots =R_{n}} ، و {\displaystyle R_{\text{f}}} مستقل

{\displaystyle V_{\text{out}}=-{\frac {R_{\text{f}}}{R_{1}}}(V_{1}+V_{2}+\cdots +V_{n})\!}
- وقتی {\displaystyle R_{1}=R_{2}=\cdots =R_{n}=R_{\text{f}}}

{\displaystyle V_{\text{out}}=-(V_{1}+V_{2}+\cdots +V_{n})\!}
- خروجی وارون‌شده‌است
- امپدانس ورودی nام ورودی است {\displaystyle Z_{n}=R_{n}} ({\displaystyle V_{-}} یک زمین مجازی است)

### تقویت‌کننده ابزار دقیق
ترکیبی از امپدانس ورودی بسیار بالا، حذف حالت-مشترک بالا، آفست کم DC و سایر خصوصیات مورد استفاده در اندازه‌گیری‌های بسیار دقیق و کم‌نویز

## نوسان‌سازها

### نوسان‌ساز پل وین
مقاله اصلی: نوسان‌ساز پل وین
موج سینوسی با اعوجاج بسیار کم تولید می‌کند. از جبران‌ساز دمای منفی به شکل لامپ یا دیود استفاده می‌کند.

## فیلترها
تقویت‌کننده‌های عملیاتی را می‌توان در ساخت فیلترهای فعال استفاده کرد که عملکردهای بالاگذر، پایین‌گذر، میان‌گذر، میان‌نگذر و تاخیر را ارائه می‌دهند. امپدانس ورودی بالا و بهره یک آپ‌امپ امکان محاسبه مستقیم مقادیر عناصر را فراهم می‌کند و امکان اجرای دقیق هر مداربندی فیلتر موردنظر را با نگرانی کمی برای اثرات بارگذاری طبقات در فیلتر یا طبقه‌های بعدی فراهم می‌کند. با این حال، فرکانس‌هایی که در آن فیلترهای فعال می‌توانند پیاده‌سازی شوند، محدود است. هنگامی که رفتار تقویت‌کننده‌ها به‌طور قابل‌توجهی از رفتار ایده‌آل فرض‌شده در طراحی اولیه فیلترها فاصله می‌گیرد، عملکرد فیلتر کاهش می‌یابد.

## مقایسه‌گر
مقاله اصلی: مقایسه‌کننده
مقاله اصلی: کاربردهای مقایسه‌کننده

یک تقویت‌کننده عملیاتی می‌تواند درصورت لزوم، واداشته شود تا به‌صورت یک مقایسه‌گر کارکند. کوچک‌ترین اختلاف بین ولتاژهای ورودی به شدت تقویت می‌شود و باعث می‌شود خروجی تقریباً به ولتاژ تغذیه چرخش کند. با این حال، معمولاً بهتر است از یک مقایسه‌گر اختصاصی برای این منظور استفاده کنید، زیرا خروجی آن نرخ‌چرخش بالاتری دارد و می‌تواند به هردو خط منبع تغذیه برسد. برخی از آپ‌امپ‌ها دارای دیودهای مهارکننده در ورودی هستند که از استفاده به عنوان مقایسه‌گر جلوگیری می‌کند.

## انتگرال‌گیری و مشتق‌گیری

### انتگرال‌گیر وارون‌ساز
انتگرال‌گیر بیشتر در رایانه‌های آنالوگ، مبدل‌های آنالوگ به دیجیتال و مدارهای شکل‌دهنده موج استفاده می‌شود.
سیگنال ورودی Vin(t) را در یک بازه زمانی t, t0 < t < t1 انتگرال می‌گیرد (و وارون می‌کند) و یک ولتاژ خروجی را در زمان t = t 1 نتیجه‌می‌دهد از
{\displaystyle V_{\text{out}}(t_{1})=V_{\text{out}}(t_{0})-{\frac {1}{RC}}\int _{t_{0}}^{t_{1}}V_{\text{in}}(t)\,dt,}
که در آن Vout(t0) نشان‌دهنده ولتاژ خروجی مدار در زمان t = t 0 است. این مانند آن است که بگوییم ولتاژ خروجی در طول زمان t0 < t < t 1 با مقداری متناسب با انتگرال زمانی ولتاژ ورودی تغییر می‌کند:
{\displaystyle -{\frac {1}{RC}}\int _{t_{0}}^{t_{1}}V_{\text{in}}(t)\,dt.}
این مدار را می‌توان به عنوان یک فیلتر الکترونیکی پایین‌گذر مشاهده کرد، یکی با یک قطب در DC (یعنی جایی‌که {\displaystyle \omega =0}) و با بهره.
در یک کاربرد عملی، فرد با مشکل قابل‌توجهی روبرو می‌شود: مگر اینکه خازن C به‌طور دوره ای تخلیه شود، ولتاژ خروجی درنهایت به خارج از محدوده کاری تقویت‌کننده عملیاتی خواهد رفت. این می‌تواند به‌دلیل هر ترکیبی از موارد زیر باشد:
- ورودی Vin دارای یک مولفه DC ناصفر است،
- جریان بایاس ورودی ناصفر است،
- ولتاژ آفست ورودی ناصفر است.[۶]

یک مدار کمی پیچیده‌تر می‌تواند دو مشکل دوم و در برخی موارد مشکل اول را نیز بهبود بخشد.
در اینجا، مقاومت بازخورد Rf یک مسیر تخلیه را برای خازن Cf فراهم می‌کند، درحالی که مقاومت سری در ورودی ناوارون Rn، زمانی که مقدار صحیحی داشته باشد، جریان بایاس ورودی و مشکلات حالت-مشترک را کاهش می‌دهد. این مقدار مقاومت موازی Ri و Rf است یا با استفاده از علامت کوتاه ||:
{\displaystyle R_{\text{n}}={\frac {1}{{\frac {1}{R_{\text{i}}}}+{\frac {1}{R_{\text{f}}}}}}=R_{\text{i}}||R_{\text{f}}.}
رابطه بین سیگنال ورودی و سیگنال خروجی اکنون است
{\displaystyle V_{\text{out}}(t_{1})=V_{\text{out}}(t_{0})-{\frac {1}{R_{\text{i}}C_{\text{f}}}}\int _{t_{0}}^{t_{1}}V_{\text{in}}(t)\,dt.}

### مشتق‌گیر وارون‌ساز
سیگنال (معکوس) را در طول زمان مشتق می‌گیرد:
{\displaystyle V_{\text{out}}=-RC{\frac {dV_{\text{in}}}{dt}},}
در اینجا {\displaystyle V_{\text{in}}} و {\displaystyle V_{\text{out}}} تابع زمان هستند
تابع انتقال مشتق‌گیر وارون‌ساز دارای یک تک صفر در مبدأ (یعنی جایی که فرکانس زاویه ای {\displaystyle \omega =0} است). هنگامی که مدار در یک حلقه سروو آنالوگ (به عنوان مثال، در یک کنترل‌کننده PID با بهره مشتق قابل‌توجهی) استفاده می‌شود، مشخصه‌های بالاگذر یک تقویت‌کننده مشتق‌گیر می‌تواند منجر به چالش‌های پایداری شود. به‌طور خاص، همان‌طور که تحلیل مکان ریشه نشان می‌دهد، افزایش بازخورد یک قطب حلقه‌بسته را به سمت پایداری حاشیه‌ای در DC صفر معرفی‌شده توسط مشتق‌گیر سوق می‌دهد.

## عناصر ساختگی

### ژیراتور القایی
یک سلف را شبیه‌سازی می‌کند (یعنی خودالقایی را بدون استفاده از یک سلف احتمالاً پرهزینه فراهم می‌کند). مدار از این واقعیت استفاده می‌کند که جریانی که از یک خازن می‌گذرد در طول زمان به‌صورت ولتاژ در یک سلف رفتار می‌کند. خازن مورد استفاده در این مدار از نظر هندسی کوچکتر از سلف شبیه‌سازی شده‌است و ظرفیت خازنی آن به‌دلیل تغییرات محیطی کمتر درمعرض تغییر مقدار است. کاربردهایی که این مدار ممکن است برتر از یک سلف فیزیکی باشد، شبیه‌سازی یک اندوکتانس متغیر یا شبیه‌سازی یک اندوکتانس بسیار بزرگ است.

این مدار در کاربردهای متکی به ویژگی ئی‌ام‌اف برگشتی از یک سلف استفاده محدودی دارد، زیرا این اثر در مدار ژیراتور به منابع ولتاژ آپ‌امپ محدود می‌شود.

### مبدل امپدانس منفی (NIC)
یک مقاومت که دارای مقدار منفی برای هر مولد سیگنال را ایجاد می‌کند.
در این مورد، نسبت بین ولتاژ ورودی و جریان ورودی (درنتیجه مقاومت ورودی) به‌دست می‌آید با
{\displaystyle R_{\text{in}}=-R_{3}{\frac {R_{1}}{R_{2}}}.}

به‌طور کلی، اجزای {\displaystyle R_{1}} ، {\displaystyle R_{2}} ، و {\displaystyle R_{3}} نیازی نیست مقاومت باشند. آنها می‌توانند هر قطعه‌ای باشند که با امپدانس توصیف شوند.

## غیرخطی

### یکسوساز دقیق
اُفت ولتاژ VF در دوسَر دیود بایاس مستقیم در مدار یکسوساز غیرفعال نامطلوب است. در این نسخه فعال، مشکل با اتصال دیود در حلقه بازخورد منفی حل می‌شود. آپ‌اَمپ ولتاژ خروجی دوسر بار را با ولتاژ ورودی مقایسه می‌کند و ولتاژ خروجی خود را با مقدار VF افزایش می‌دهد. درنتیجه، افت ولتاژ VF جبران می‌شود و مدار تقریباً مانند یک دیود ایدئال (فوق‌العاده) با VF =0 V رفتار می‌کند.

مدار دارای محدودیت سرعت در فرکانس بالا به‌دلیل بازخورد منفی کند و به‌دلیل نرخ‌چرخش پایین بسیاری از آپ‌امپ‌های غیرایدئال است.

### خروجی لگاریتمی
رابطه بین ولتاژ ورودی Vin و ولتاژ Vout با استفاده از رابطه زیر به‌دست می‌آید
{\displaystyle V_{\text{out}}=-V_{\text{T}}\ln \left({\frac {V_{\text{in}}}{I_{\text{S}}R}}\right),}
که در آن IS جریان اشباع و VT ولتاژ گرمایی است.
اگر تقویت‌کننده عملیاتی ایدئال در نظر گرفته شود، پایه ورودی وارون عملاً زمین است، بنابراین جریانی که از منبع به مقاومت وارد می‌شود (و درنتیجه از طریق دیود به خروجی می‌رسد، زیرا ورودی‌های آپ‌امپ جریانی نمی‌کشند)
{\displaystyle {\frac {V_{\text{in}}}{R}}=I_{\text{R}}=I_{\text{D}},}
در اینجا ID جریان عبوری از دیود است. همان‌طور که مشخص است، رابطه بین جریان و ولتاژ برای یک دیود است:
{\displaystyle I_{\text{D}}=I_{\text{S}}\left(e^{\frac {V_{\text{D}}}{V_{\text{T}}}}-1\right).}
زمانی که ولتاژ بزرگتر از صفر باشد، می‌توان آن را تقریب‌زد با
{\displaystyle I_{\text{D}}\simeq I_{\text{S}}e^{\frac {V_{\text{D}}}{V_{\text{T}}}}.}

### خروجی نمایی
رابطه بین ولتاژ ورودی {\displaystyle V_{\text{in}}} و ولتاژ خروجی {\displaystyle V_{\text{out}}} از رابطه زیر به‌دست می‌آید
{\displaystyle V_{\text{out}}=-RI_{\text{S}}e^{\frac {V_{\text{in}}}{V_{\text{T}}}},}
جایی که {\displaystyle I_{\text{S}}} جریان اشباع است و {\displaystyle V_{\text{T}}} ولتاژ گرمایی است.
با در نظر گرفتن ایدئال تقویت‌کننده عملیاتی، پین منفی عملاً زمین است، بنابراین جریان عبوری از دیود به‌دست می‌آید توسط
{\displaystyle I_{\text{D}}=I_{\text{S}}\left(e^{\frac {V_{\text{D}}}{V_{\text{T}}}}-1\right).}
هنگامی که ولتاژ بزرگتر از صفر است، می‌توان آن را تقریب‌زد با
{\displaystyle I_{\text{D}}\simeq I_{\text{S}}e^{\frac {V_{\text{D}}}{V_{\text{T}}}}.}
ولتاژ خروجی به‌دست آمده‌است با
{\displaystyle V_{\text{out}}=-RI_{\text{D}}.}

## کاربردهای دیگر
- پیش‌تقویت‌کننده‌ها صوتی و ویدیویی و بافرها
- فیلترها
- تنظیم‌کننده ولتاژ و تنظیم‌کننده جریان
- مبدل آنالوگ به دیجیتال
- مبدل دیجیتال به آنالوگ
- مهارکننده ولتاژ
- نوسان‌سازها و شکل‌موج سازها
- رایانه آنالوگ
- چندبرابرساز ظرفیت
- تقویت‌کننده بار

## یادداشت
1. ↑  If you think of the left-hand side of the relation as the closed-loop gain of the inverting input, and the right-hand side as the gain of the non-inverting input, then matching these two quantities provides an output insensitive to the common-mode voltage of {\displaystyle V_{1}} and {\displaystyle V_{2}}.